# 彼得·普雷夫茨
彼得·普雷夫茨（1992年9月20日—），斯洛文尼亚男子跳台滑雪运动员。他曾代表斯洛文尼亚参加2010年、2014年、2018年和2022年冬季奥林匹克运动会跳台滑雪比赛，获得一枚金牌、二枚银牌和一枚铜牌。